# إبراهيم داريوش
إبراهيم داريوش موردو (مواليد 6 أغسطس 1997) هو لاعب كرة قدم قطري من أصل إيراني يلعب حارس مرمى حالياً مع نادي الشحانية، 

## روابط خارجية
- إبراهيم داريوش على موقع Soccerway.com (الإنجليزية)